# 佐々町立佐々小学校
佐々町立佐々小学校（さざちょうりつ さざしょうがっこう）は長崎県北松浦郡佐々町中川原（なかがわら）免にある公立小学校。

## 概要
歴史
1873年（明治6年）創立。2013年（平成25年）に創立140周年を迎えた。
校区
長崎県北松浦郡佐々町のうち、古川、中央通り、志方、野寄、栗林、里山、牟田原（八口免地内）、市瀬、鴨川、松瀬、北、神田、角山、江里、大茂、若佐、さざん花。
中学校区は佐々町立佐々中学校。

## 沿革
前史（時習館）
- 1870年（明治3年）- 志方の泰邦寺に「時習館」が創設される。

正史
- 1872年（明治5年）- 学制が公布される。
- 1873年（明治6年）8月16日 - 泰邦寺廃寺（志方免、北緯33度14分7.3秒 東経129度38分17.4秒）に「第五大学区第四中学区[1]志方小学校[2]」が開校[3]。
- 1874年（明治7年）3月 - 小浦小学校が佐々村の古丘庵跡に、市瀬小学校が市瀬村の大日庵跡に創設される。
- 1875年（明治8年）4月 - 小浦小学校が口石に移転し、口石小学校に改称。
- 1876年（明治9年）4月 - 口石小学校と統合され、「佐々小学校」となる。
- 1878年（明治11年）7月22日 - 郡区町村編制法の制定に伴い、北松浦郡に属すこととなる。
- 1879年（明治12年）4月 - 「公立中等佐々小学校」に改称。
- 1886年（明治19年）4月 -  小学校令の施行により、「尋常佐々小学校」に改称。修業年限を4年とする。社の元から古川（古川免60番、北緯33度14分45.6秒 東経129度39分7.9秒）に移転。
  - またこれとは別に旧・口石小学校跡に「長崎県第十三高等小学校」が設置される。学区を柚木・大野・皆瀬・中里・山口（後の相浦地域）・俵ヶ浦・佐々・吉井・世知原・江迎・小佐々の11村としていた。各地の尋常小学校を修了した児童を対象としており、遠方の児童のために寄宿舎が設けられた。
- 1887年（明治20年）5月 - 簡易市瀬小学校を統合。
- 1889年（明治22年）4月 - 町村制の施行により、佐々村立の小学校となる。
- 1892年（明治25年）
  - 6月 - 長崎県第十三高等小学校が廃止され、佐々村とその周辺の村の計8村で学校組合を組織した上で「組合立口石高等小学校」を設置。
    - 校地・校舎は第十三高等小学校のものを継承。

  - 7月 - 「佐々尋常小学校」に改称（「尋常」の位置が変わる）。
- 1898年（明治31年）
  - 2月 - 組合立口石高等小学校が廃止される。
  - 3月 - 高等科を併置し、「佐々尋常高等小学校」（尋常科4年・高等科4年）に改称。
- 1902年（明治35年）6月1日 - 口石尋常小学校が分離し、旧・組合立口石高等小学校の校地・校舎を使用。
- 1907年（明治40年）4月1日 - 小学校令の改正により、尋常科の修業年限（=義務教育年限）が4年から6年に延長される。
  - 旧・高等科1年を尋常科5年、旧・高等科2年を尋常科6年、旧・高等科3年を高等科1年、旧・高等科4年を高等科2年に振り替える。
  - 旧（尋常科4年・高等科4年）が新（尋常科6年・高等科2年）となる。
- 1912年（明治45年）4月 - 中央校舎が完成。
- 1913年（大正2年）- 「佐々実業補習学校」を併設。
- 1914年（大正3年）10月 - 運動場側の校舎が完成。
- 1926年（大正15年）- 併設の佐々実業補習学校が青年訓練認定の実業補習学校となる。
- 1831年（昭和6年）- 高等科2年修了者を対象に補習科（修業年限1年）を設置。
- 1935年（昭和10年）- 青年学校令の施行により、併設の佐々実業補習学校が「佐々青年学校」に改称。
  - 後に口石青年学校と統合され、「佐々青年学校」として西海農学校跡地に独立校舎を設け、小学校との併設を解消する。
- 1936年（昭和11年）3月 - 補習科を廃止。
- 1941年（昭和16年）
  - 1月1日 - 町制施行により佐々町が発足。これにより佐々町立の小学校となる。
  - 4月1日 - 国民学校令の施行により、「佐々町佐々第一国民学校[4]」に改称。尋常科を初等科に改める（尋常科6年・高等科2年）。
- 1942年（昭和17年）3月 - 中川原免田原に移転。
- 1947年（昭和22年）4月1日 - 学制改革（六・三制の実施）が行われる。
  - 佐々第一国民学校の初等科が改組され、「佐々町立佐々小学校」（現校名）となる。修業年限を6年とする。
  - 佐々第一国民学校の高等科は第二国民学校の高等科および青年学校の普通科とともに改組され、新制中学校「佐々町立佐々中学校」（修業年限3年・義務教育）となる。
    - 国民学校初等科6年修了者を新制中学1年生、国民学校高等科1年または青年学校普通科1年修了者を新制中学2年生、国民学校高等科2年または青年学校普通科2年修了者を新制中学3年生として収容。
    - 中学校校舎が完成するまでの間、旧佐々第一国民学校（佐々小学校）出身者に関しては栗林の校舎で、旧佐々第二国民学校（口石小学校）出身者に関しては口石小学校校舎の一部を使用して授業を開始（分散授業を行う）。
- 1948年（昭和23年）3月31日 - 佐々青年学校が廃止される。
- 1952年（昭和27年）
  - 4月1日 - 佐々町立神田小学校（こうだ）を分離。
    - 炭鉱の発展により、炭鉱労働者が増加。同時に児童数が急増したため、それに対応できる学校施設の確保が課題となったため。
    - 神田小学校の校舎が完成するまでの間、佐々小学校を本部とし、長崎県立北松南高等学校校舎（栗林校舎）の南校舎一棟を使用することとなる。

  - 8月 - 本町神田（神田免8番7号[5]、北緯33度15分34.6秒 東経129度39分59.9秒）に神田小学校の新校舎が完成。
  - 9月 - 神田・市瀬・江里・炭鉱地区の児童が神田小学校の新校舎に収容される。
- 1955年（昭和30年）4月 - 佐々小学校で学校給食が開始。
- 1956年（昭和31年）1月 - 神田小学校で学校給食が開始。
- 1961年（昭和36年）- 神田炭鉱が閉山。児童数が減少し始める。
- 1964年（昭和39年）- 江里炭鉱が閉山。
- 1965年（昭和40年）
  - 4月 - 炭鉱閉山に伴う児童数の減少により、佐々小学校と神田小学校の統合が決議される。
  - 9月 - 現在地に統合小学校の敷地が決定し、まずプールが完成。
- 1966年（昭和41年）3月31日 - 佐々町立神田小学校が閉校。ただし、統合校舎が完成するまでの間、神田校舎の使用は継続される（分散授業を実施）。
- 1967年（昭和42年）4月 - 新校舎9教室（第一期工事）が完成し、まず小学1年生と4年生の児童を新校舎に収容。
- 1968年（昭和43年）
  - 1月 - 第二期工事が完了し、佐々校舎の児童全員を新校舎に収容。
  - 4月 - 神田校舎の児童全員を新校舎に収容。
  - 9月 - 学校入口に交通信号機が設置される。
- 1969年（昭和44年）3月 - 新校舎（第三期工事）が完成。
- 1970年（昭和45年）
  - 1月 - 体育館が完成。
  - 3月 - 運動場を整備。
- 1974年（昭和54年）
  - 3月 - 友情の記念碑を建立。
  - この年 - 創立100周年を記念し、大正8年卒業生有志により旧佐々小学校跡地（古川免60番地）に記念碑（佐々小学校の碑）が建立される。
- 1975年（昭和50年）
  - 3月 - 庭園・泉水施設が完成。
  - 4月1日 - 佐々町立佐々幼稚園を併設。
- 1976年（昭和51年）11月 - 創立100周年記念式典を挙行。
- 1979年（昭和54年）10月11日 - 併設の佐々幼稚園が口石幼稚園と統合され、本田原免230番地（公民館跡）に移転。併設を解消。
- 1982年（昭和57年）3月 - 築山・泉水を改築。
- 1983年（昭和58年）3月 - 岩石園が完成。
- 1993年（平成5年）3月 - 国道側に校門を設置。
- 1998年（平成10年）8月 - パソコン室が完成。
- 2009年（平成21年）- 体育館の耐震工事を完了。
- 2010年（平成22年）- プールの改修工事を実施。
- 2011年（平成23年）- 校舎の耐震工事を実施。

## 周辺
- 長崎県立清峰高等学校
- 佐々町立佐々中学校

## アクセス
最寄りの鉄道駅
- MR松浦鉄道 西九州線 「清峰高校前駅」

最寄りのバス停
- 西肥自動車（西肥バス）「小春」バス停

最寄りの国道
- 国道204号

## 出身者
- 北川丞（軍人、爆弾三勇士の一人）
- 山科颯太郎（野球選手）

## 参考資料
- 「佐々町郷土史」（1981年（昭和56年）10月15日発行, 佐々町）p.354
- 「佐々町郷土誌」（2004年（平成16年）7月1日発行, 佐々町教育委員会）